# Минская икона Божией Матери
Минская икона Божией Матери (бел. Мінская ікона Божай Маці) — почитаемая чудотворной икона Богородицы, главная православная святыня Беларуси. Находится слева от Царских врат в минском кафедральном Свято-Духовом соборе. С 1500 года неотлучно пребывает в Минске: сначала в Нижнем Замке, затем — в Верхнем Месте.
Написана темперой по левкасу (грунт) на деревянной основе с ковчегом, размер которого 140 х 105 см, оклад украшен цветочным орнаментом. В современном виде первоначальная живопись находится под записями разных времён.

## История

### Происхождение

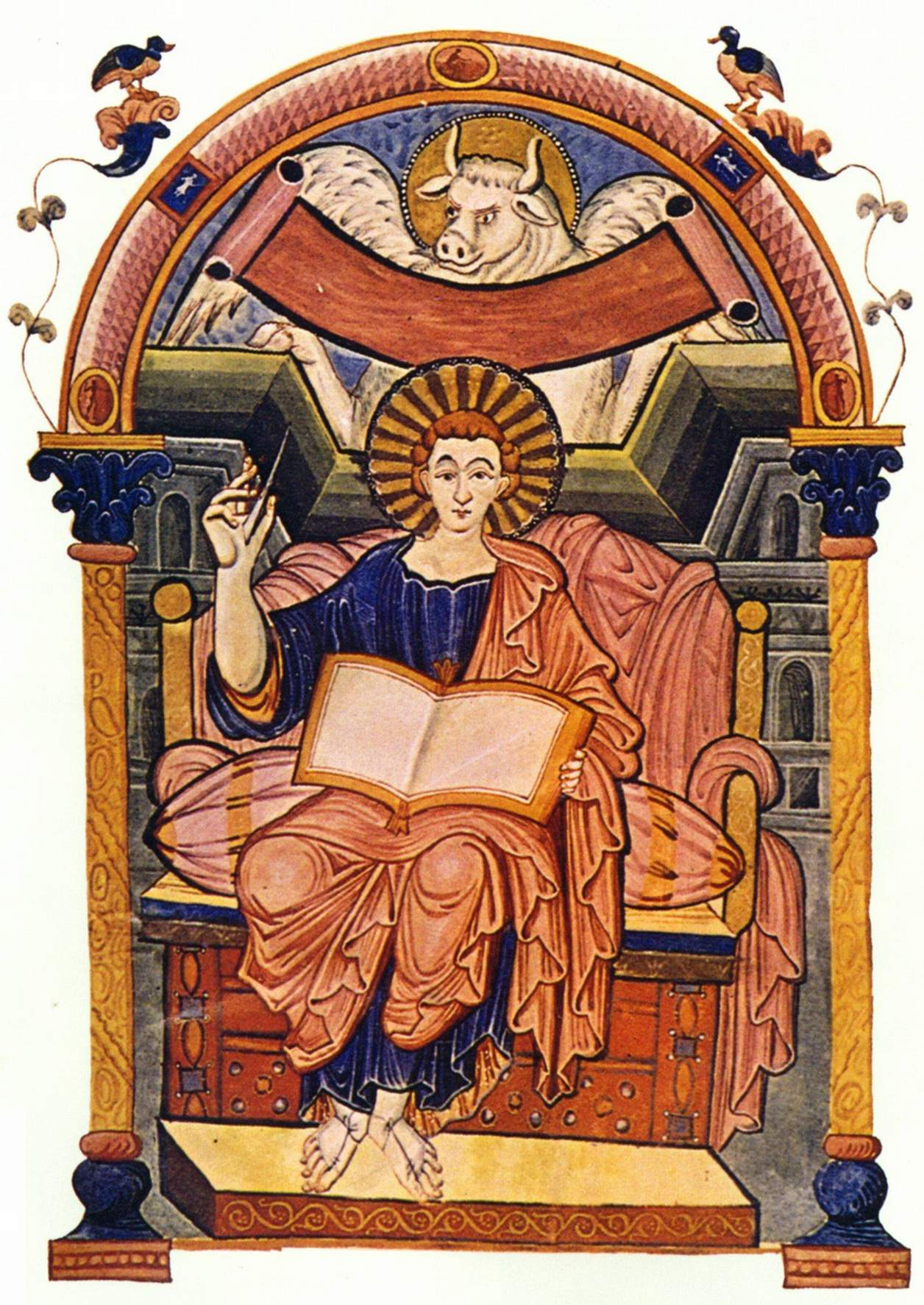
Евангелист Лука. Изображение около 800 года.

По церковному преданию, авторство иконы восходит к святому апостолу и евангелисту Луке, который известен и как первый иконописец. Сказав, что благодать Божия будет с иконой беспрестанно, Дева Мария благословила изображение и напутствовала его как зримый знак своего постоянного и благодатного присутствия среди людей. Икона, обретённая в Минске, первоначально многие годы находилась в Византии, затем была перенесена на Русь.
Предание о происхождении иконы и последующем её обретении в Минске в 1500 году изложено в книге историка Игнатия Стебельского, изданной в Вильно в 1781 году. Он, в свою очередь, пользовался книгой иезуита Вильгельма Гумпенберга «Аtlantе Маrianо» («Атлас Марии»), изданной 1650-х годах, и рукописью греко-католического иеромонаха Яна Ольшевского, жившего на рубеже XVII—XVIII веков. Согласно ректору Минской духовной семинарии архимандрита Николаю (Трусковскому), Ольшевский составил описание чудес, происшедших от Минской иконы Божией Матери.
При этом в 1960 году иконописец и богослов Л. А. Успенский отмечал:

В настоящее время в Русской Церкви насчитывается около 10 икон, приписываемых евангелисту Луке; кроме того, на Афоне и на Западе их существует 21, из них 8 — в Риме. Конечно, все эти иконы приписываются евангелисту не в том смысле, что они писаны его рукой; ни одна из написанных им самим икон до нас не дошла. Авторство святого евангелиста Луки здесь нужно понимать в том смысле, что иконы эти являются списками (вернее, списками со списков) с икон, писанных когда-то евангелистом. <…> …Церковь подчёркивает преемство благодати и силы, присущих всем спискам этих икон, как воспроизводящим (со свойственными им символами) подлинные черты Божией Матери, запечатлённые евангелистом Лукой.

### В Киеве

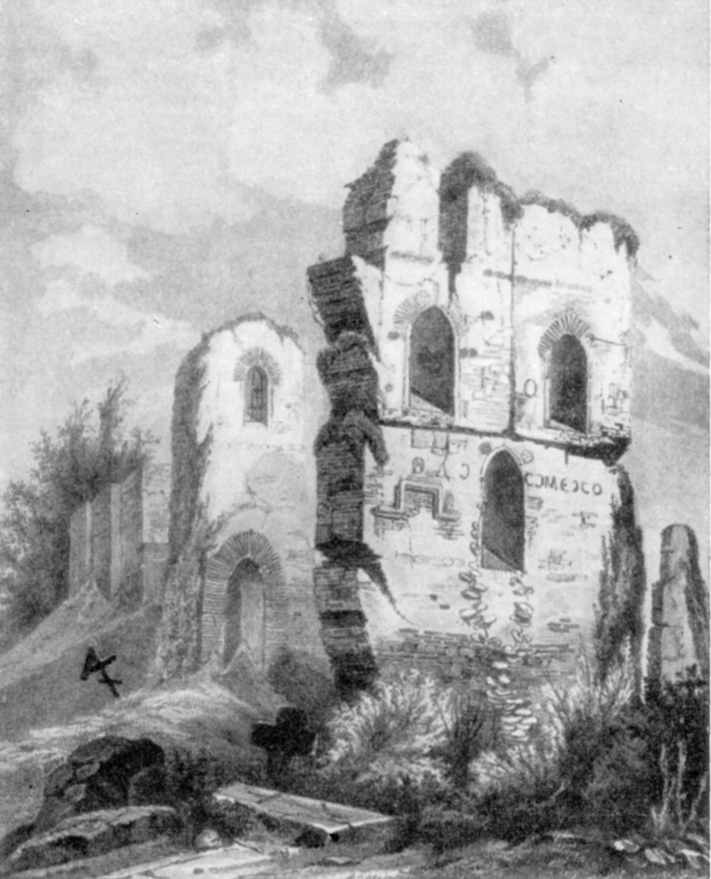
Руины киевской Десятинной церкви, рисунок А. Вестерфельда, XVII век.

Согласно преданию, икона, находящаяся в византийском городе Корсунь (ныне часть Севастополя, Крым, Россия), была привезена в Киев и находилась в храме Успения Пресвятой Богородицы, или Десятинном, возведённом в конце X века. Протоиерей Павел Афонский в начале XX века высказывал предположение, что икона была привезена святым князем Владимиром. В этом храме икона могла находиться до 1240 года, когда во время нашествия татаро-монгол Киев был разрушен, и существование Десятинной церкви прекратилось до 1635 года. Сведения об иконе теряются более чем на двести лет. Возможно, жители Киева её спрятали, и в дальнейшем она могла быть поставлена в киевском соборе Святой Софии Премудрости Божией.
Есть свидетельства, что во время очередного набега татар на Киев в 1482 году крымский хан Менгли I Гирей, захватив город, «ограбил его и выжег, взяв множество пленных». Считается, что именно тогда один из татарских захватчиков вынес икону из храма, сорвал с неё драгоценные украшения и оклад, а саму икону бросил в Днепр.

### В Минске

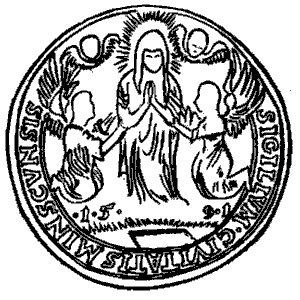
Герб Минска, конец XVI века.

Предание сообщает, что 13 августа 1500 года икона явилась жителям Минска «то ли по воде, то ли против воды чудесным образом или через Ангелов перенесенный до Минска, на реке Свислочи под замок встал, а светом необычным с себя исходившим выданный, от обывателей места с воды добытый, и до церкви Замковой года 1500 дня 13 августа был сопровождённый». Также есть свидетельства, что киевляне, спасавшиеся от татар на белорусских землях, опознали свою святыню. Поэтому 13 (26) августа стал днём памяти Минской иконы Божией Матери.
Более столетия икона находилась в Нижнем Замке Минска, в соборной церкви Рождества Пресвятой Богородицы. Покровительству Минской иконы приписывается неприступность замковой церкви во время нашествия на Минск крымского хана Менгли Гирея в 1505 году. 6 августа 1506 года в битве у города Клецк белорусско-литовское войско разгромило завоевателей и освободило пленных.
В 1591 году Минску был дан герб, изображающий на голубом небе Божию Матерь в окружении ангелов.
В 1596 году после заключения Брестской унии с Римско-католической церковью многие храмы и монастыри были насильственно отобраны у православных и переданы униатам (грекокатоликам). Около 1616 года по распоряжению униатского митрополита Иосифа Рутского Минская икона Божией Матери была перенесена в униатский храм Святого Духа, в Верхнем городе (храм не сохранился). Предание указывает, что перенесение совершилось в день памяти апостола и евангелиста Луки.
В 1733 году униатский архимандрит Августин (Любенецкий) пожертвовал для особо торжественного почитания иконы 1000 талеров. На эти деньги при Свято-Духовом храме содержалась капелла, которая пела во время богослужений перед иконою.

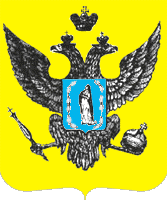
Божия Матерь на гербе Минска, 1796 год.

После того как в 1793 года Минск вошел в состав Российской Империи, Свято-Духов храм был передан Православной церкви и превращён в кафедральный собор, а в 1795 году освящён во имя святых апостолов Петра и Павла. Икона пребывала в соборе до 1935 года. В 1835 году храм пострадал от пожара, но икону спасли. В 1852 году Е. П. Шкларевич, супруга минского губернатора, пожертвовала иконе новую, украшенную различными драгоценностями, серебряную вызолоченную ризу. В честь иконы был освящён правый предел собора.
По благословению епископа Митрофана (Краснопольского), занимавшего местную кафедру в 1912—1916 годах, икону один раз в год, в день её обретения, стали выносить из собора, ставить на специально устроенный аналой и служить молебны. На молебны к собору приходили крестные ходы из других храмов Минска.

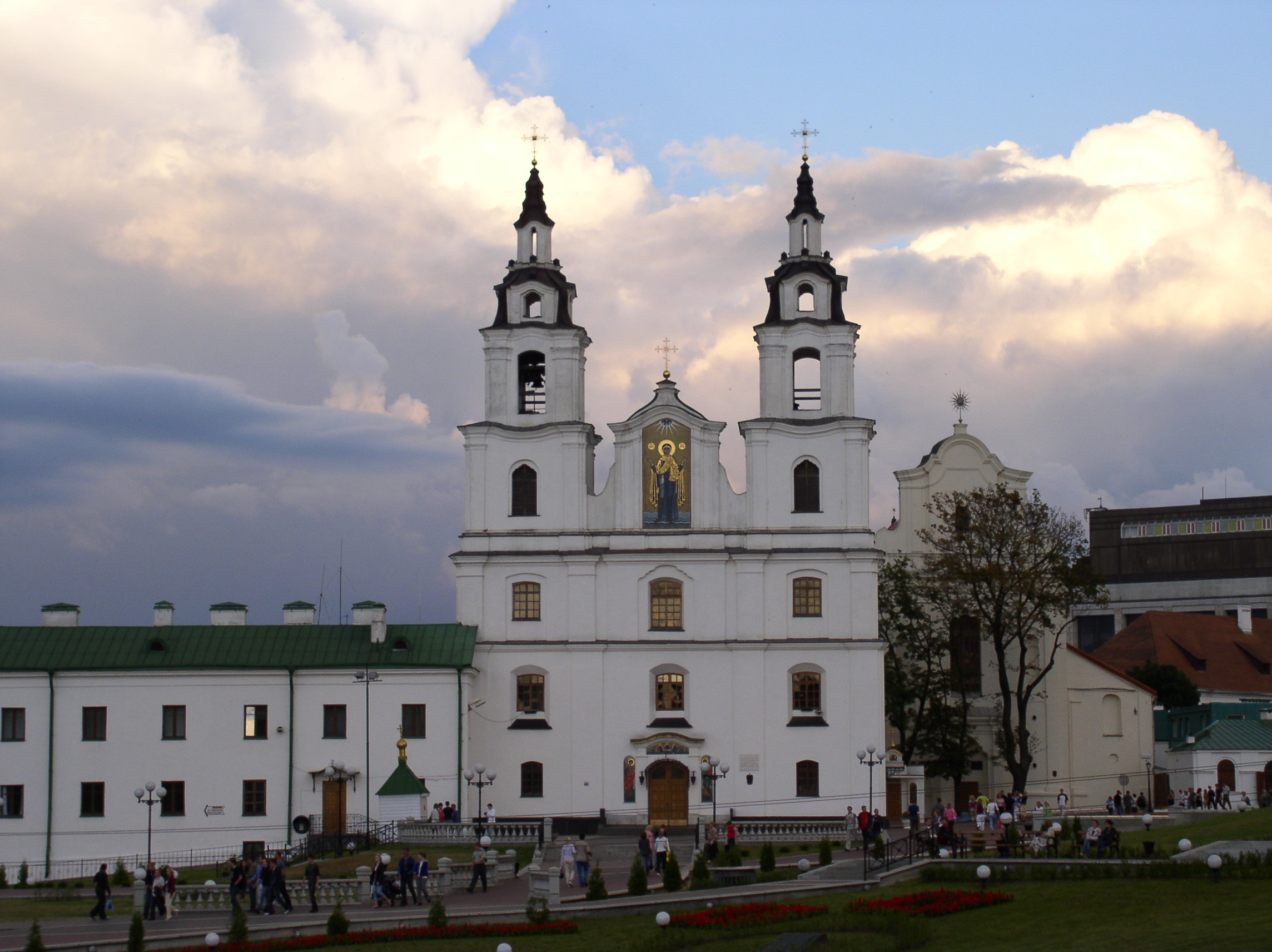
Минский Свято-Духов кафедральный собор.

В 1922 году, во время изъятия церковных ценностей, с Минской иконы была снята риза. Прихожане собора пытались сохранить ризу и выплатили за неё равную по стоимости сумму золотом и драгоценностями, но власти, приняв этот сбор, ризу не вернули.
После взрыва Петропавловского собора в 1936 году, Минскую икону Божией Матери передали в краеведческий музей, в запасниках которого она находилась до начала Великой Отечественной войны.
В 1941 году после отступления Красной Армии, жительница Минска Варвара Васильевна Слабко выпросила икону у немецких оккупационных властей. Художник и иконописец Г. Виер отреставрировал икону и передал её в Свято-Екатерининский храм в Минске (ныне собор Святых Апостолов Петра и Павла). После его закрытия в 1945 году икона была перенесена в кафедральный Свято-Духов собор в Минске, где находится и в настоящее время.

## Реставрация и исследования

Современный герб Минска, 2001 год.

В 1990-е годы по просьбе настоятеля собора протоиерея Михаила (Буглакова) восстановительные работы  проводил художник-реставратор высшей категории П. Журбей. После снятия серебряной ризы художник определил следующее: основа набрана из трех досок липы; верхняя и правая стороны наращивались накладными планками шириной 40 и 50 мм; через икону проходят две сквозные вертикальные трещины шириной 3—4 мм; на месте соединения накладных планок образовались трещины шириной 1,5—2 мм; тыльная сторона закреплена дубовыми планками; древесина источена жуком-точильщиком; доски от времени потемнели; на фоне иконы — вздутия, частичная утрата красочного слоя; на местах склейки досок и планок — осыпавшийся грунт; живописный слой отстает от нижних пластов живописи, позолоты и грунта; битое стекло, приклеенное к фону вокруг изображения Богоматери и младенца Христа; речной песок на нимбах, замешанный на цементе с клеем; загрязнения и копоть по трещинам иконы.
Исследования также показали, что в разное время делались обновления иконы: например, в 1852 году первоначальная темперная живопись была полностью записана масляными красками; в результате записей и обновлений Божией Матери были дописаны корона, скипетр в её руке и держава в руке младенца Иисуса Христа. Это соответствовало западным обычаям, пришедшим в иконопись Белоруссии со времён унии, но не было принято в Византии. Художник XIX века переписал лики, руки и одеяния, ввёл приёмы реалистической живописи, что не имеет отношения к древней иконописи. 22 апреля 1992 года, в Великую среду, после снятия реставратором наиболее грубых записей, воссоздания живописи, близкой по технике к записям XVII—XIX веков, икону освятил митрополит Минский и Слуцкий, Патриарший Экзарх всея Беларуси Филарет.
В 1999 году художник-иконописец П. Жаров, проведя рентгенографические исследования, восстановил первозданный образ иконы. Согласно выводам П. Журбея и П. Жарова, икона написана значительно раньше, чем в XVI веке (когда она была обретена в Минске).
 Под благословенным покровом чудотворного Минского образа Владычицы… богоспасаемая столица Белой Руси пребывает уже пять столетий. Исторический путь этой святыни связывает воедино времена и народы — древневизантийскую столицу Царьград, греческий город Корсунь, мать русских городов Киев и столицу Белой Руси Минск… И в каждом месте своего пребывания эта древняя икона… являла великую милость тем, кто припадал к ней с верою и благоговением.
— Митрополит Минский и Слуцкий, Патриарший Экзарх всея Беларуси Филарет (из проповеди в один из ежегодных праздников иконы 26 августа).